# Maria Scheltema
Maria Petronella Cornelia van der Does-Scheltema, pseudoniem Constantijn (Semarang, 3 mei 1834 – Den Bosch, 23 oktober 1911) was een Nederlands schrijfster. Zij was de dochter van Cornelis Jacobus Scheltema (1790-1834), financieel toezichthouder en Catharina Margaretha Dibbetz (1810-1870). Maria trouwde op 12 mei 1863 in Roermond met Petrus Cornelis van der Does (1826-1906), commies en rijksontvanger. Het huwelijk bleef kinderloos.

## Jeugd
Maria werd geboren in Indonesië in een gezin met vijf kinderen. Twee kinderen waren uit het eerste huwelijk van haar vader. Ze heeft haar vader niet gekend, doordat deze enkele maanden na haar geboorte op Semarang overleed op 44-jarige leeftijd. Haar moeder keerde met het gezin terug naar Nederland en vestigde zich in het Gelderse Gendringen.
Op 29-jarige leeftijd trouwde Maria in Roermond met Petrus Cornelis van der Does, rijksontvanger in Gendringen. Het paar vestigde zich in Groningen. Na de geboorte van een doodgeboren zoontje in 1865 begon zij te schrijven. Hun zoontje zou de naam Constantijn hebben gekregen.

## Schrijfster
Van 1871 tot 1879 schreef ze novellen en recensies in De Gids, De Dageraad en Nederland, onder het pseudoniem Constantijn. In haar eerste novelle Hilda beschreef ze de liefde van een volwassen vrouw voor een getrouwde man. Daarbij pleitte ze als geëmancipeerde vrouw voor een moderne theologie. Zowel godsdienstige als morele discussies uit die tijd stelde ze onder pseudoniem aan de orde. Wie er achter het pseudoniem Constantijn zat bleef lang onbekend. Maria Scheltema-van der Does schreef ook recensies onder haar pseudoniem. Door de waardering van Busken Huet werd ze recensent voor Nederland. Maria zou blijven schrijven tot eind jaren zeventig. Haar laatste novelle was Frederic Marrens. Het echtpaar Van der Does verhuisde naar Amsterdam waar haar man in 1906 stierf. Maria Petronella Scheltema-van der Does overleed op de leeftijd van 77 jaar in Den Bosch.

## Publicaties
- Hilda, oorspronkelijk als novelle in De Gids 9 (1871) 4, 379-491 (Amsterdam 1872)
- Victor d'Avlyn, De Gids 11 4, 421-523.(1873)
- Constantijn, De vloek der halfheid, Landjuweel 1, 1-54 (1878)
- Frederic Marrens (Amsterdam, Loman, 1879). Eerder verschenen in: Nederland 1879 Dl. 1, 2

## Biografieën
- F. Jos. van den Branden en J.G. Frederiks, Biographisch woordenboek der Noord- en Zuidnederlandsche letterkunde (1888-1891)
- K. ter Laan, Letterkundig woordenboek voor Noord en Zuid (1952)

- Biografisch Portaal: 37386984
- Digitale Bibliotheek voor de Nederlandse Letteren: cons004
- Nederlandse Thesaurus van Auteursnamen: 072058110
- Virtual International Authority File: 288409394